# Abell 4059
Abell 4059 è un ammasso di galassie situato prospetticamente nella costellazione dello Scultore alla distanza di 308 milioni di anni luce dalla Terra (light travel time). È inserito nell'omonimo catalogo compilato da George Abell nel 1958.
È del tipo I secondo la classificazione di Bautz-Morgan. È costituito da 76 galassie. ESO 349-10 è la galassia più luminosa di Abell 4059. L'ammasso fa parte del superammasso di galassie SCl 220.